# Església de la Companyia de Jesús
L'Església de la Companyia de Jesús és una historica església Jesuïta de Cusco, l'antiga capital de l'Imperi Inca al Perú. Situat en la Plaza de Armas, al centre de la ciutat, es va construir en el Amarucancha, el palau de l'emperador Huayna Cápac. És un exemple d'arquitectura andina barroca. La construcció va començar el 1576. Va patir greus danys en el terratrèmol de 1650. L'església reconstruïda va ser completada gairebé dues dècades més tard. La universitat Jesuita de Cusco va ser dedicada a la Transfiguració de Jesús, i l'altar superior presenta una pintura de la Transfiguració que es va atribuir al jesuïta Diego de la Puente. La peça més notable d'art en l'església és una pintura descrivint el matrimoni de Martín García de Loyola, el nebot de Ignatius Loyola, amb Beatriu, la re-neboda de l'Inca governant Túpac Amaru I.
El 28 de desembre de 1972 fou declarat Patrimoni Cultural de la Nació com a Monument Històric Artístic (R.S.Nro.2900-72-ED) per part de l'Institut Nacional de Cultura.